# دلي جي ماندني (مقاطعة تشرام)
دلي جي ماندني (بالفارسية: دلی جی ماندنی) هي قرية تقع في قسم بشتة ذيلايي الريفي (مقاطعة تشرام) في إيران. يقدر عدد سكانها بـ 24 نسمة .